# 陶伯河

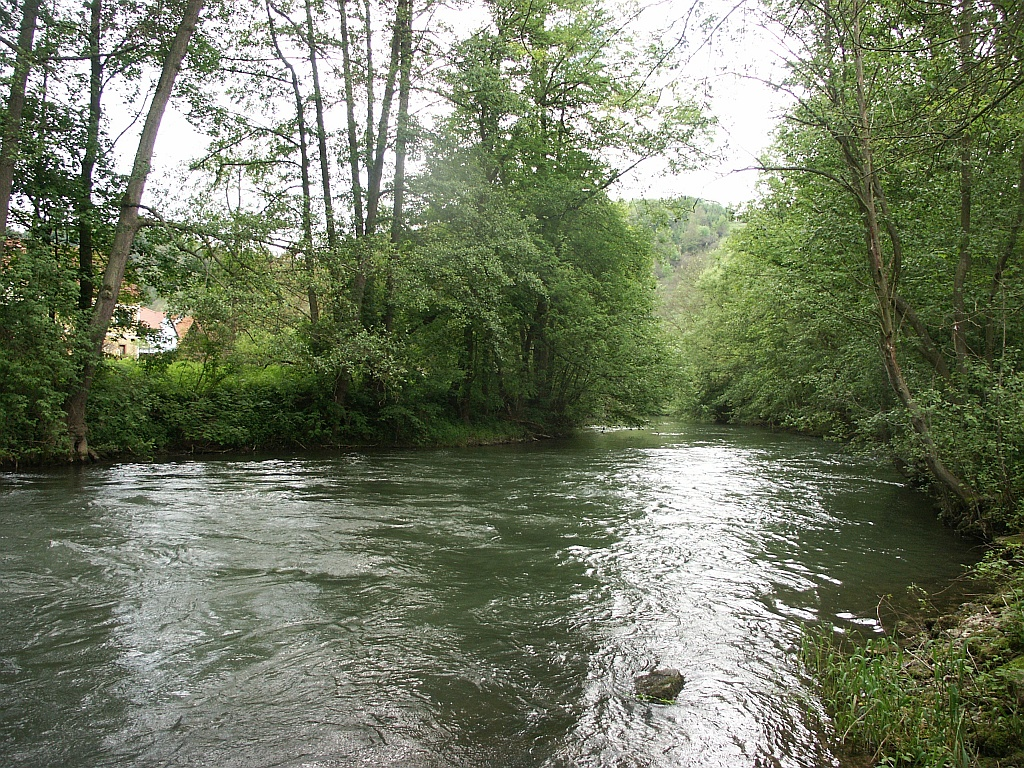

陶伯河（德語：Tauber，發音：[ˈtaʊbɐ] ⓘ）是德國的河流，位於法蘭克尼亞，屬於美因河的左支流，河道全長131公里，流域面積1,810平方公里，流經羅滕堡、克雷格林根、魏克斯海姆、巴特梅根特海姆和陶伯比绍夫斯海姆，河口處在韦尔特海姆。